# Tatyana Storozheva
Tatyana Storozheva (née le 22 mars 1954) est une athlète soviétique spécialiste du 400 mètres haies.
Le 26 juin 1977, à Chemnitz, Tatyana Storozheva établit un nouveau record du monde du 400 mètres haies en 55 s 74, améliorant de 23/100e de seconde l'ancienne meilleure marque mondiale établie en 1974 par la Polonaise Krystyna Kacperczyk.